# Маркетинг табачных изделий
Маркетинг табачной продукции — комплекс маркетинговых мер, проводимых табачной индустрией для расширения рынка никотиносодержащей продукции, привлечения новых и сохранения лояльности существующих потребителей. Несмотря на проводимую во многих странах антитабачную политику, маркетологи табачных корпораций находят эффективные пути её продвижения и создания искажённых представлений о табакокурении. Меры могут включать деятельность промоутеров, продакт-плейсмент в фильмах и телешоу, корпоративное спонсорство, вирусную рекламу, продвижение у лидеров мнений, брендинг. Согласно исследованиям и собственным документам табачных корпораций, одной из основных целевых групп являются подростки и молодые люди.
В первой половине XX века табачная продукция активно продвигалась в СМИ, кинематографе и с помощью наружной рекламы. С постепенным введением ограничительных мер в разных странах количество прямой рекламы сокращалось. К началу XXI века табачные компании сместили финансирование в пользу скрытых техник продвижения, например, спонсорства спортивных и музыкальных мероприятий, а также вирусного маркетинга. Так, по собственным данным крупнейших американских производителей сигарет и бездымного табака, за 1998—2018 годы они увеличили расходы на интернет-маркетинг с 125 тысяч долларов до более 32 миллионов. Согласно официальным данным, ещё около 62 миллионов долларов компании США тратили на рекламу в торговых точках, 6,1 миллиардов на акционную розничную продукцию и 1,1 — на оптовую. Существуют неоднократные подтверждения обхода табачной индустрией запретов на рекламу в интернете, в частности, в социальных сетях.

## Суть проблемы

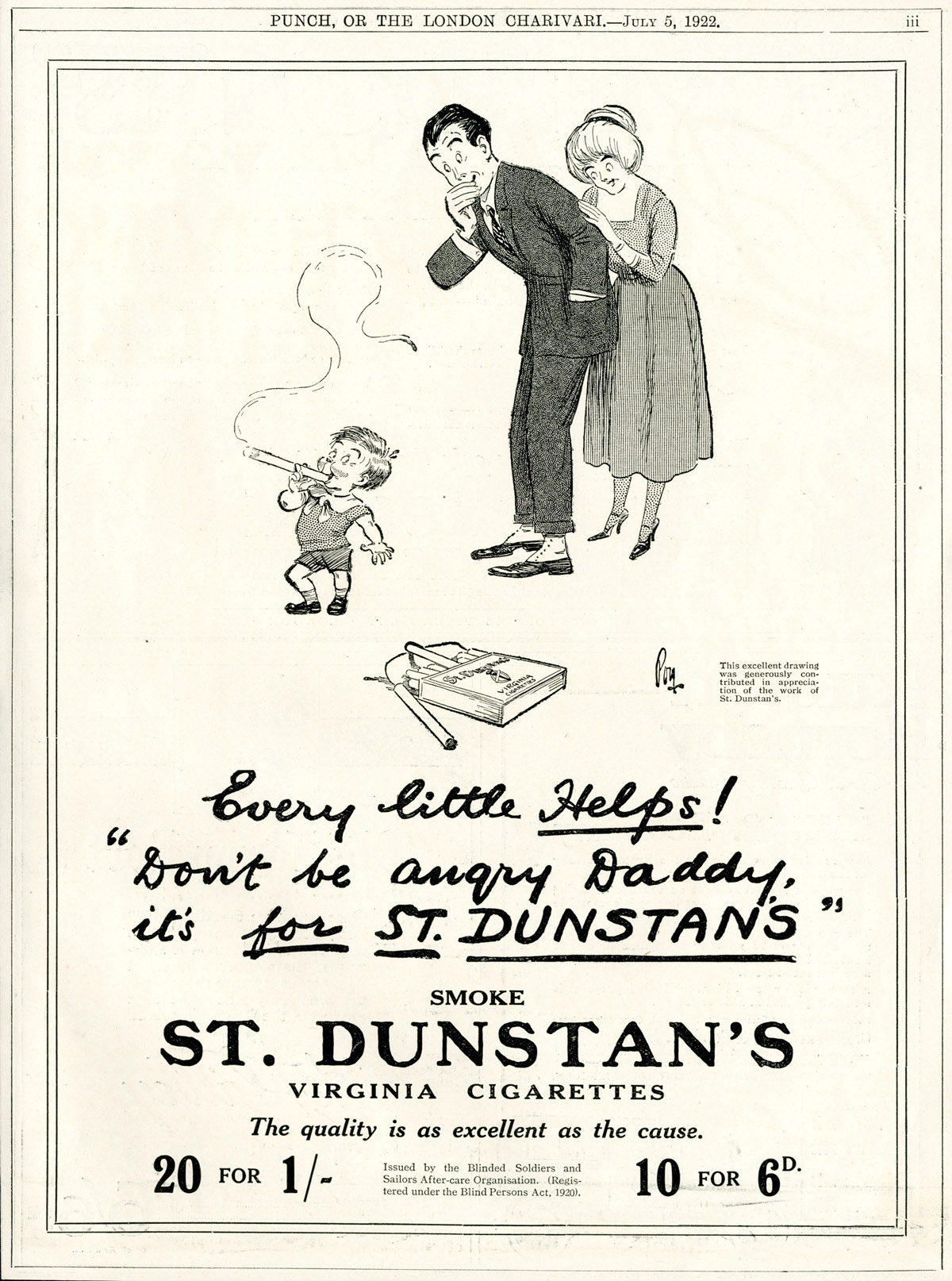
Реклама сигарет с изображением курящего ребёнка, 1922 год

Табачный маркетинг направлен на рост числа курильщиков и ежедневного потребления табака. Он способствует развитию и сохранению привычки как у взрослой, так и у подростковой аудитории. Согласно разным исследованиям и собственным документам табачных компаний, именно несовершеннолетние и молодёжь являются основной аудиторией маркетинговых кампаний. Они должны заменить умерших или выбывших из-за отказа от вредной привычки, а затем сохранить лояльность к бренду на протяжении всей жизни.
Реклама табака призвана выстроить ложные ассоциации у потребителя, создать у него обманчивое ощущение, что табакокурение носит «привычный характер» и является «просто ещё одним потребительским товаром». Другой задачей продвижения является противодействие антитабачным акциям за счёт улучшения имиджа табачной промышленности и снижения критики. Например, частью публично озвучиваемой стратегии Philip Morris International в XXI веке является расширение социальной деятельности и противодействие курению среди молодёжи. Стратегия направлена на убеждение целевой аудитории в том, что производитель разделяет социальные ценности («изменение к лучшему»); является открытым, честным и ответственным («усиление мер на защиту детей», «политика осознанного выбора»); не отличается от других компаний из списка Fortune 500. В действительности стратегия преследует исключительно маркетинговые цели и направлена на улучшение отношения к бренду. Сами представители табачной индустрии заявляют, что реклама посвящена только разнице между брендами и нацелена на увеличение лояльности к марке.
Наиболее отчётливо влияние маркетинга на потребление табака прослеживается при прямой рекламе, но работа табачных компаний в заинтересованных кругах влияет на социальное отношение к проблеме курения. Более дорогостоящий нишевый маркетинг используется как альтернатива в условиях запрета прямого продвижения. Таким образом, продвижение табака может осуществляться на нескольких уровнях:
- Прямой маркетинг в массовых медиа (телевидение, кино, радио, пресса, рекламные щиты);
- Маркетинг через другие способы коммуникации (мерчандайзинг, спонсорство, акции в точках обслуживания клиентов, реклама в интернете и на упаковке, продакт-плейсмент, включение новых товаров в торговую марку, промоакции на бесплатные образцы, повышение лояльности к бренду);
- Потребительский маркетинг (продуктовый дизайн, ценовая политика, дистрибуция);
- Маркетинг среди разных групп населения (выстраивание взаимоотношений с общественностью, корпоративная социальная ответственность, взаимодействие с научным сообществом).

За 1940—2005 годы только в США табачная индустрия потратила свыше 250 миллиардов долларов на продвижение своей продукции. Если в середине XX века основной площадкой для рекламы были СМИ и наружная реклама, то регулярное ужесточение запретов на рекламу табака сместило распределение бюджетов в сторону промоакций и скрытого маркетинга. Несмотря на трудности с продвижением, в 1983 году сигареты вошли в число трёх наиболее рекламируемых в мире товаров. К 1991 году табачная индустрия тратила около 12,5 миллиарда долларов ежегодно на рекламу своей продукции. На этом фоне наблюдался значительный рост никотиновой эпидемии, в особенности среди подростков из стран третьего мира, где антитабачная политика не так активна.

## Регулирование
Эффективность

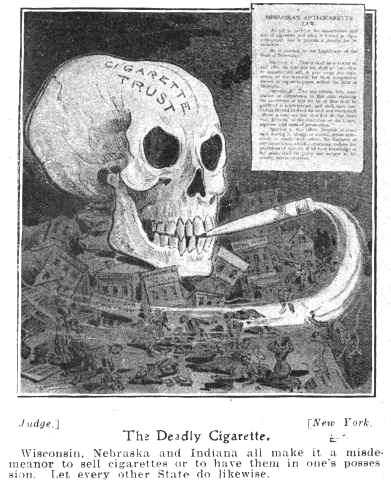
Карикатура, пропагандирующая запрет на продажу и хранение табака в США, 1905 год

Исследования в разных странах показывают, что полный запрет рекламы никотиновой продукции сокращает потребление табака. Он также уменьшает эффективность скрытых форм продвижения, что напрямую влияет на число курильщиков. Например, на фоне введения демаркетинговых законов в США в 1970—2005 годах бюджеты табачных производителей на рекламу табака по радио, на телевидении и рекламных щитах, в газетах, журналах сократились с 82 % практически до нуля. Параллельно доля взрослых курильщиков к 2005-му уменьшилась до 21 % (практически с 42 % в 1965-м), а доля старшеклассников куривших один или несколько раз в течение последнего месяца — до 22 % (с 39 % в 1976-м). Всемирная организация здравоохранения (ВОЗ) отмечает, что подобный положительный эффект можно достичь только в условии полных запретов, которые распространяются на все виды косвенного и прямого продвижения.
Эффективность частичных запретов не подтверждена мировым опытом. Это связано в первую очередь с тем, что табачные компании адаптируют свою маркетинговую политику под частичные запреты. Например, производители используют нестандартный подход к продвижению своей продукции, который не учитывается в существующих законодательных актах: спонсорскую рекламу, маркетинговых представителей, рекламу у блогеров и лидеров мнений на социальных площадках, скрытый или вирусный маркетинг. Такие акции могут открыто не указывать на бренд сигарет, чтобы нейтрализовать недоверие к табачным производителям. Переход к продвижению на незапрещённых платформах может сопровождаться увеличением количества рекламы при уменьшении отклика на неё. Чтобы сохранить объёмы продаж в условиях активной антитабачной политики, индустрия также продвигает товары, реализация которых не так жёстко регулируется законодательством. Например, в 2014—2016 годах выросло число американских подростков, которые сталкивались с рекламой электронных сигарет с 69 % до 78 %. Основными площадками для неё стали точки продаж, интернет, телевидение и печатные издания.
Правовое регулирование
C 1960-х годов основным из направлений антитабачной политики стало ограничение рекламы в СМИ. Табачная промышленность активно противодействовала внедрению ограничений на рекламу. Тем не менее запретительные нормы были включены в основные положения Федеральной доктрины комиссия по связи США, Генерального мирового соглашения табачной промышленности, директив Совета Европейского союза, а также Рамочной конвенции ВОЗ по борьбе против табака, к которой Россия присоединилась в 2008 году. В рамках обязательств перед Всемирной организацией здравоохранения в России началась активная правительственная антитабачная пропаганда, и были приняты ограничения на продвижение никотиносодержащей продукции. Меры были введены в 2013 году и нашли массовую поддержку среди граждан. Основными аргументами в защиту полного запрета на рекламу табака являются: стимулирование распространение табакокурения, ухудшающего здоровье населения; обманчивый или вводящий в заблуждение характер отдельных кампаний; воздействие рекламы на молодёжь; неспособность табачной промышленности эффективно регулировать маркетинговые практики самостоятельно; неэффективность частных запретительных актов. Основное недовольство общественности вызывает реклама, нацеленная на «группы риска» — молодёжь, женщин, этнические и расовые меньшинства.
Примером запретительной политики государства служат нормы, вводимые в России после принятия Рамочной конвенции ВОЗ. В 2013 году в России были приняты Федеральный закон «Об ограничении курения табака» и поправки к закону «О рекламе». Нормы запретили рекламу табака, демонстрацию табачных изделий и сцен их курения в контенте для детей, обязали вещательные компании снабжать подобные сцены в контенте для взрослых предупреждениями о вреде курения. Запретительная политика сопровождалась серьёзным противодействием со стороны табачных компаний, но являлась ключевым направлением антитабачных мер. Несмотря на реализацию подобных запретов во многих странах, в последующие годы табачная индустрия активно использовала обходные стратегии и скрытую рекламу в интернете. Так, в 2019 году ВОЗ сообщал о маркетинговых акциях производителей в Instagram, Twitter и Facebook. Компании сотрудничали с молодыми блогерами, которым оплачивали размещение контента с пачками сигарет или процесса курения. Анализ подобных постов в 2019-м показал, что их посмотрели пользователи со всего мира более 25 миллиардов раз. Например, активную рекламную кампанию с помощью лидеров мнений провела в том же году в России компания IQOS. Philip Morris International вёл заметную агитационную кампанию этой системы нагревания табака не только онлайн: в точках продаж «бутик-магазинах IQOS» проводили встречи с торговыми представителями и вечеринки, акции по обмену сигарет на системы нагревания и другое. В 2019-м Международная конфедерация обществ российских потребителей обвинила бренд в рекламе табака, но формально IQOS не продвигал картриджи с никотином, поэтому Федеральная антимонопольная служба отказалась его штрафовать.

## Стратегии и целевая аудитория

### Целевая аудитория

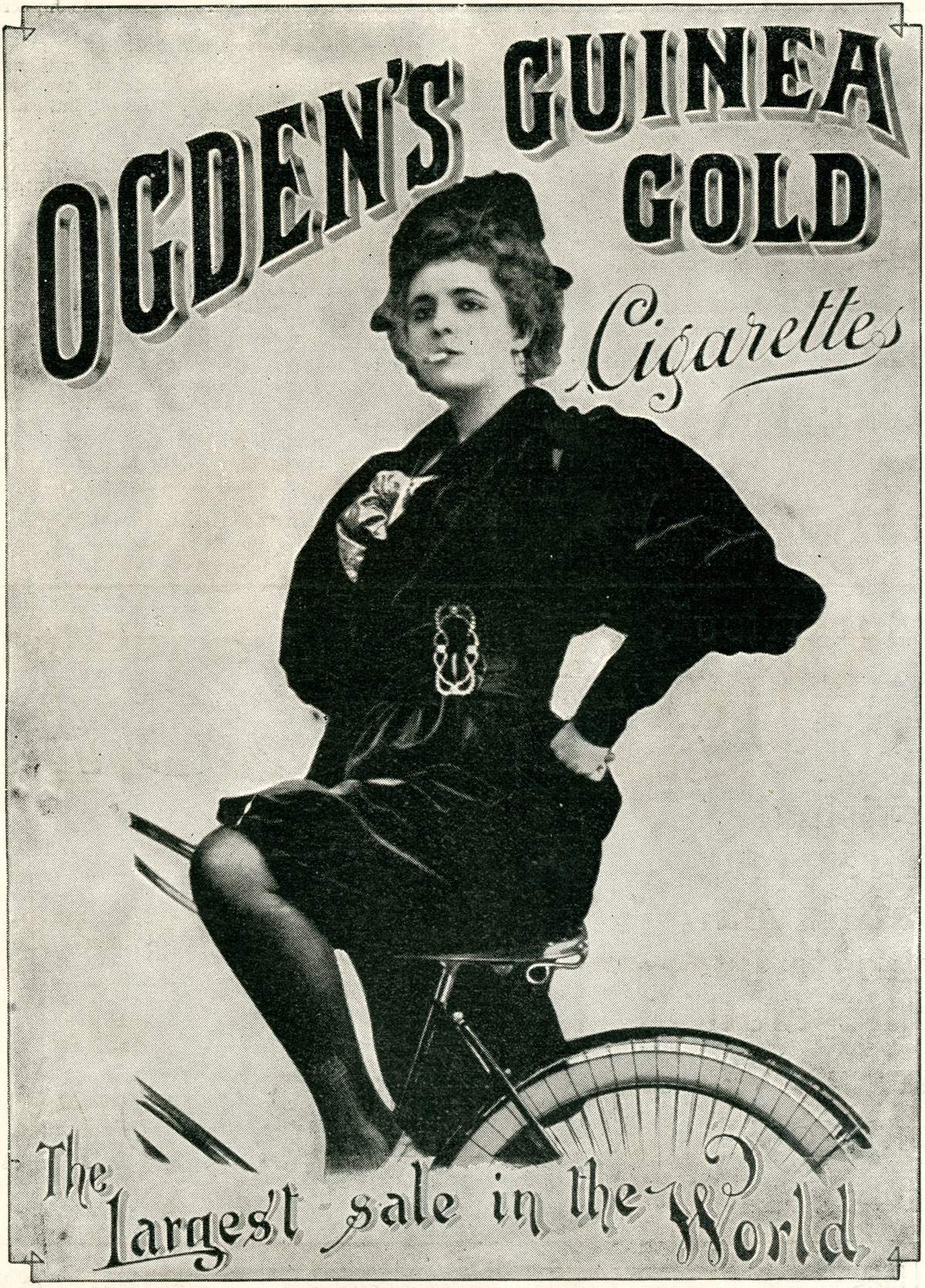
Реклама сигарет, нацеленная на женщин, 1900 год.

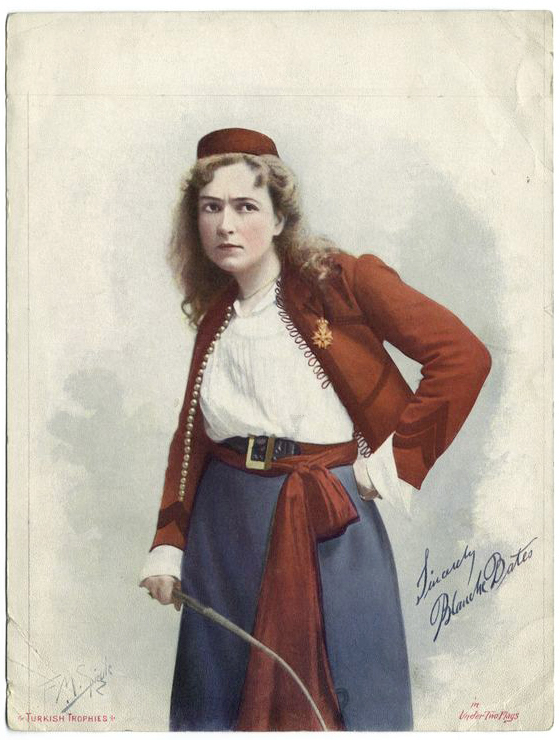
Сигаретная карточка, 1901 год, изображена актриса Бэйтс, Бланш.

Продвижение табачных изделий предполагает таргетинг и сегментацию рынка потенциальных клиентов. Целевую аудиторию разделяют по демографическим, географическим, поведенческим и психографическим характеристикам. К первой относят половой, возрастной, расовый, этнический признаки; ко второй — плотность рынка, региональные различия на внутреннем или международном рынках; к третьей и четвёртой — приверженность к табакокурению и анализ образа жизни, социальный статус и сексуальную ориентацию. Двумя основными топологиями являются «начинающие» курить (зачастую подростки) и «задумывающиеся» бросить. Исследования показывают, что независимо от возрастной группы, потребители более отзывчивы к молодым моделям в табачной рекламе, поэтому обычно средний возраст актёров составляет 25—30 лет.
Табачные кампании часто нацелены на уязвимые группы населения, включая молодёжь, этнические и сексуальные меньшинства. Например, компания R. J. Reynolds Tobacco разработала в 1995 проект SCUM — стратегию продвижения сигарет Camel среди гомосексуалов и бездомных в районе Сан-Франциско. С 1988 года Philip Morris нацелен на латиноамериканское сообщество в США, спонсируя и распространяя сигареты на специальных культурных и спортивных мероприятиях. Такое неравномерное распределение влечёт разницу в доле курильщиков среди разных слоёв населения, а соответственно неравномерной распространённости заболеваний, связанных с вредной привычкой. Например, в США за 1966—2015 годы число курильщиков среди респондентов с высшим и школьном образованием снизилось на 52—83 %, а среди респондентов, получивших только школьное образование, — на 39 %. Подтверждался тренд и в России: к 2016 году молодые люди с низким уровнем образования курили в два-три раза чаще, чем их сверстники, окончившие высшие учебные заведения.
Табачная индустрия активно исследовала женские потребности и предпочтения в курении начиная с 20-х годов XX века. Например, отсутствие неприятного запаха от сигарет широко использовали в рекламе сигарет с ментолом. Также табачная промышленность ведёт агрессивную рекламную политику, эксплуатирующую идеи независимости, эмансипации, стройности, гламура и красоты. Основными темами в продвижении сигарет среди женщин являются такие образы, как утончённость и стиль; признаки роскоши, класса и качества; романтичность и секс; социальное общение, наслаждение и успех; здоровье и свобода. На привлечение женщин нацелен и дизайн упаковок, который по замыслу производителей превращает пачку сигарет в «модный аксессуар».
Подростки в возрасте от 9—15 лет относятся к группе повышенного риска начала курения. Бо́льшая часть табачной рекламы учитывает психологические потребности подростков (популярность, принятие сверстниками и положительное представление о себе) и создаёт ложное впечатление, что курение удовлетворит эти потребности. Исследования показывают, что благодаря рекламе сигареты перестают быть просто товаром в восприятии молодых людей, они ошибочно становятся показателем статуса и причастности к сообществу. Так как старшеклассники придают большое значение своему положению в обществе, они особенно уязвимы для подобного продвижения. Кроме того, реклама может включать романтичные или приключенческие рекламные образы, к которым восприимчивы подростки и дети. Например, по результатам опросов детей в возрасте 3—6 лет в 1991 году одними из наиболее узнаваемых маркетинговых символов являлись логотип Disney Channel и мультипликационный персонаж Old Joe, рекламировавший сигареты Camel. На привлечение молодой аудитории нацелены также новые «модные» способы курения, например, электронные сигареты. Даже кратковременные рекламные кампании способны изменить отношение к курению у несовершеннолетних, а их лояльность к продвигаемому бренду сильнее, чем у взрослых.

### Стратегии
В рекламе табака преобладают три направления: обещание удовлетворения (вкус, свежесть, мягкость и т. д.), уменьшение опасений о вреде курения, а также создание положительных ассоциаций. К последней стратегии относится позиционирование курения как аспекта независимости, социального успеха, сексуального влечения, худобы. Но табачная индустрия может использовать в рекламе и менее очевидные механизмы:
Реактивное сопротивление
Никотиновый маркетинг часто использует фактор «реактивного сопротивления», вызывая у аудитории стремление сопротивляться необоснованному контролю и «бунтовать», демонстрируя неэффективность ограничений. Таким образом реклама ассоциирует никотин с определённым паттерном поведения и свободой от мнения окружающих. Стратегия особенно действенна для подростковой аудитории. К 2000 году курение стало отличительной чертой «подросткового бунта». Параллельно начали появляться первые антитабачные кампании, использующие механизм реактивного сопротивления против табачной индустрии. Такие ролики направлены на разрушение стереотипного поведения у несовершеннолетних и смещение внимание публики с ложного посыла «курение = бунт» на табачную промышленность как реального врага, против которого нужно «восстать». Исследования последующих лет выявили, что антитабачная реклама наиболее эффективна, когда убеждает молодёжь в том, что её друзья-курильщики находятся под рекламным воздействием. В противном случае кампании, наоборот, могут стимулировать бунтарский и любопытный характер подростков, побуждая её больше интересоваться курением.
Снижение вреда
Снижение вреда — это стратегия в борьбе с зависимым поведением, представляющим серьёзный риск для здоровья. Подход позволяет изменить привычки человека и уменьшить вредные последствия от них. Международные табачные компании, такие как British American Tobacco и Philip Morris International, адаптировали принцип, чтобы продвигать электронные сигареты, рекламируемые ими как «продукты следующего поколения». Они якобы наносят меньший вред организму, что позволяет компаниям позиционировать себя как участников антитабачного движения. Но реальной задачей производителей остаётся максимизация прибыли и увеличение продаж. В условиях регулирования рынка они вынуждены стимулировать спрос, предлагая новую продукцию или вовлекая новых пользователей. С этой целью с 2011 года Philip Morris International, British American Tobacco, Imperial Tobacco и Japan Tobacco International активно разрабатывают необычные методы потребления табака и продвигают их как менее вредную альтернативу сигаретам. Якобы электронные сигареты, электронные системы доставки никотина и устройства по нагреванию табака помогают бросить курить и наносят меньший вред при курении. Среди слоганов встречались: «Изменяя табак, нас ждёт лучшее будущее!», «Время для переосмысления табака!», «Будущее без дыма» и другие притворно привлекательные формулировки.
Долгое время запреты на рекламу не распространялись на подобную продукцию и производители активно продвигали её в СМИ. Веб-сайты брендов электронных сигарет обычно содержали неправомерные заявления, что электронные сигареты можно использовать практически где угодно, обходя политику бездымной среды. Так, марка Blu британской компании Imperial Brands продвигалась в 2016 году под слоганом «Зачем бросать?». Реклама предлагала использовать в закрытых помещениях электронные сигареты вместо обычных. Целевая аудитория подобных акций включает не только бросающих курить взрослых, но и молодёжь, которая никогда не курила ранее. Чтобы привлечь их внимание, маркетинговая кампания Juul в 2015 году, например, задействовала ярких и молодо выглядящих моделей и инфлюенсеров в Instagram. Так как одна из отличительных черт российского рынка — хорошая реакция на маркетинговые инновации, в 2010-х года в России маркетологи делали ставку на выпуск нестандартных гаджетов. Реклама электронных сигарет вызывала гораздо больше положительных откликов, чем продвижение сигар или сигарет. Чтобы замедлить распространение альтернативных способов курения, в 2020—2021 годах в России был принят и реализован соответствующий федеральный закон. Он официально приравнял электронные сигареты и вейпы к табачным изделиям, ограничив продвижение и курение в общественных местах.
Моделирование желаемого поведения
Маркетинг стремится связать употребление никотина с ростом социальной идентичности и положительными образами. Мнимое представление о курении связывают с выражением независимости, индивидуализма и социальной изысканности. Такое моделирование направлено на формирование ошибочного представления, что определённое поведение (курение) помогает достичь особых преимуществ. Производители обещают потребителям, «что продукт может сделать то, что те неспособны сделать для себя сами». Например, исследования показывают, что маркетологи часто связывают курение с образами развитой мужской самооценки, снятия стресса и завоевания восхищения сверстников. Такая реклама может скрывать следующие ложные посылы: «курение сигарет ведёт к улучшению социального статуса»; «курение — лучший способ социализации»; «курение сигарет необходимо, чтобы находиться в компании друзей». Маркетологи создают желаемый образ как в отношении курения, так и в отношении курения определённой марки. Они стремятся закрепить в сознании аудитории употребление никотина с положительными образами (интеллект, веселье, сексуальность, общительность, высокий социальный статус, богатство, здоровье, атлетизм). Модели в такой рекламе выглядят здоровыми и счастливыми, что резко контрастирует с негативными последствиями курения для здоровья. В реальности большинство курильщиков чувствуют себя несчастными и стигматизированными из-за курения, испытывают социальное отвращение и хотят бросить и жалеют, что начали курить.
Часто производители сигарет используют образ нонконформиста-курильщика, чтобы продукт оставался привлекательным для молодой аудитории. Хотя исследования показывают, что чаще начинают курить, наоборот, молодые люди с высокой степенью социальной адаптации. А одной из наиболее распространённых причин приобщения к потреблению табака является предложение от знакомого курильщика. Кроме того, эксперты и собственные документы табачных кампаний подтверждают, что для их маркетинга важна мнимая «аура популярности». Так, Philip Morris определил «популярность» как один из ключевых моментов индивидуальности бренда Marlboro. Стратегия была направлена на то, что подростки, озабоченные своим статусом, могут ошибочно связать курение сигарет с достижением этого результата. Коллаборации табачной индустрии с прессой предусматривают создание нереалистичного «модного авторитета» курильщика на страницах глянцевых изданий. В клубах и барах подобный статус могут навязывать специально нанятые промоутеры (англ. rouchers), которые отличаются юной и харизматичной внешностью, они организуют на специальных танцевальных мероприятиях «тематические точки продаж».
Повышение психологической значимости
Маркетологи искусственно формируют психологические ценности, связанные с курением сигарет. Они могут представлять никотин как средство от раздражительности и стресса, а также как способ сконцентрироваться на учёбе, освежиться или отложить сон, что не соответствует действительности. Эксперты отмечают, что табачная индустрия даже прилагала усилия, чтобы распространить убеждение о пользе курения для больных шизофренией. Якобы табакокурение служит своеобразной формой «самолечения», и благодаря курению больные могут контролировать свои симптомы. Эти утверждения продвигали спонсируемые табачной индустрией исследования, но они были раскритикованы независимыми экспертами как неточные.
Обещание безопасности
Чтобы избежать напоминаний о никотиновой зависимости или вреде сигарет для здоровья, табачная индустрия опускает явные заявления о безопасности одной марки в сравнении с другой. Вместо этого она использует неявные маркетинговые сообщения о вкусе, аромате, чувственных ощущениях, удовлетворении и удовольствии. Визуальные образы интуитивно связывают сигареты с полезными для здоровья местами или образами, такими как горы, поля, океан или стакан воды. Например, реклама 1950—1960-х годов продвигала ментоловые сигареты благодаря ассоциациям с лесной, деревенской или тропической атмосферой. А среди маркетинговых заявлений того периода встречались слоганы: «Дыши спокойно, кури чище», «Наслаждайся самыми освежающими ощущениями от курения», «Чудесный мир свежести».
Повышение лояльности
Важной целевой аудиторией табачного продвижения являются курильщики, задумывающиеся отказаться от вредной привычки. Усилить приверженность к бренду помогают специальные акции, вызывающие положительный отклик у лояльных курильщиков. Например, одной из них стала акция для сигарет Tareyton «Лучше сражаться, чем переключиться», в которой макияж моделей походил на синяки, косвенно намекающие на драки с курильщиками других марок. Значимость маркетинга в формировании убеждений у потребителей отмечают сами табачные дистрибьюторы. В 1920-х годах Джордж Дж. Уилан, описывая рекламные механизмы, заявил: «В производстве сигарет нет секрета. Любой может проанализировать Camel и изготовить его. Но потребители скажут это
не то же самое». В 2011 году бренд Marlboro запустил акцию со слоганом «Не будь каким-нибудь. Будь Мальборо» («англ. Don’t Be a Maybe. Be Marlboro»), которая продвигала приверженность к марке, а также активно привлекала внимание несовершеннолетних. В 2013 году её запретили в Германии, через два года запрет был отменён на том основании, что формулировка явно не указывала на несовершеннолетних лиц. В 2014 году Philip Morris International была оштрафована в Бразилии, подобные инициативы обсуждались в Швейцарии и Гватемале, хотя санкций принято не было.

## Методы

### Прямой маркетинг
Маркетинг в СМИ
В течение XX века рост потребления табака проходил на фоне развития средств массовой информации. Взаимосвязь никотинового маркетинга в СМИ и распространения табачной эпидемии широко изучена в ряде исследовательских работ. К началу XXI века сложилось понимание, что медиа играют ключевую роль в формировании общественного отношения к курению: они могут быть использованы как в табачном, так и антитабачном маркетинге.
Продвижение табачной продукции в медиа может быть направлено на краткосрочный эффект (изменение поведения потребителей после одиночной рекламной кампании), так и долгосрочный (изменение общественных норм). Соответственно, оно влияет на поведение отдельных людей (индивидуальный характер) или целых групп населения (социальный характер). Акции могут быть направлены на изменение существующего отношения к потреблению табака или, наоборот, усиливать и стабилизировать их. Например, исследования рекламы ментоловых сигарет в журналах Maxim, FHM, Cosmopolitan и Ebony в 2003 и 2004 годах зафиксировало, что 28 % табачной рекламы упоминает алкоголь, что было связано с укреплением ассоциаций между курением и «ночной жизнью».
Внутри социальных групп СМИ играют ключевую роль в формировании поведения, связанного с табаком. Эффект медиа-кампаний может достигать целевую аудиторию даже по вторичным каналам, когда зрители делятся информацией со своими родными и родственниками. В зависимости от продолжительности воздействия табачная реклама носит накопительный или неаккумулятивный характер. Периодический повтор рекламы на одной площадке имеет продолжительный, хотя и меньший эффект, в каждом следующем периоде. Маркетологи могут использовать «импульсную» стратегию публикаций для достижения наибольшего отклика. Эффективность маркетинга также варьируется в зависимости от целевой аудитории и времени проведения. Например, в США пик продаж сигарет приходится на летние месяцы.
Сторонники и борцы с табакокурением влияют на общественное мнение не только прямой рекламой, но также через новостную повестку и развлекательный контент. Например, табачная индустрия может не только размещать рекламные постеры в журналах и газетах, но и осуществлять редакторский контроль в таких изданиях. Это сокращает освещение вопросов, связанных с табакокурением. К продвижению в СМИ могут относиться новости о табачной индустрии, например, о её работе с общественностью или корпоративном спонсорстве, изображения употребления табака и табачных изделий в развлекательных передачах.
С 2013 года в России действует закон «Об ограничении курения табака», который запрещает любые формы прямого продвижения. Введение ограничений отразилось на рекламных доходах СМИ: за первый квартал 2013 года они снизились на 5 % по сравнению с аналогичным периодом 2012-го. Хотя в отдельных журналах продолжали рекламировать табак с помощью специальных вкладышей. Брошюры формально не являлись частью издания, поэтому государственные органы не могли изъять тираж из оборота. Штраф за подобную рекламу составлял только 200 тысяч рублей, и в 2015-м Федеральная антимонопольная служба (ФАС) была вынуждена ужесточить наказание за повторное нарушение.
Промоакции и локальное продвижение

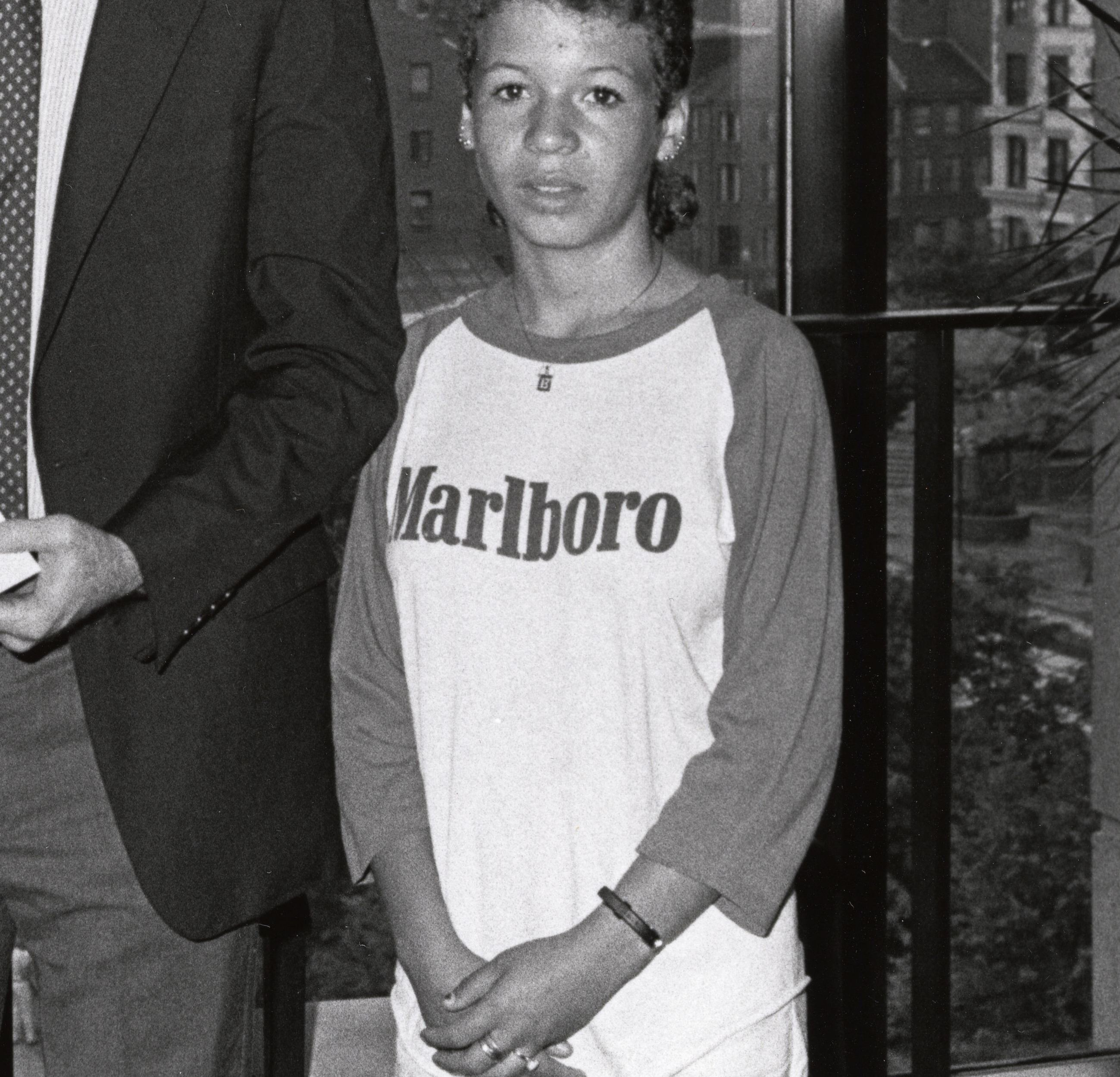
Ребенок в рубашке с логотипом Marlboro в мэрии Бостона, 1980-е годы

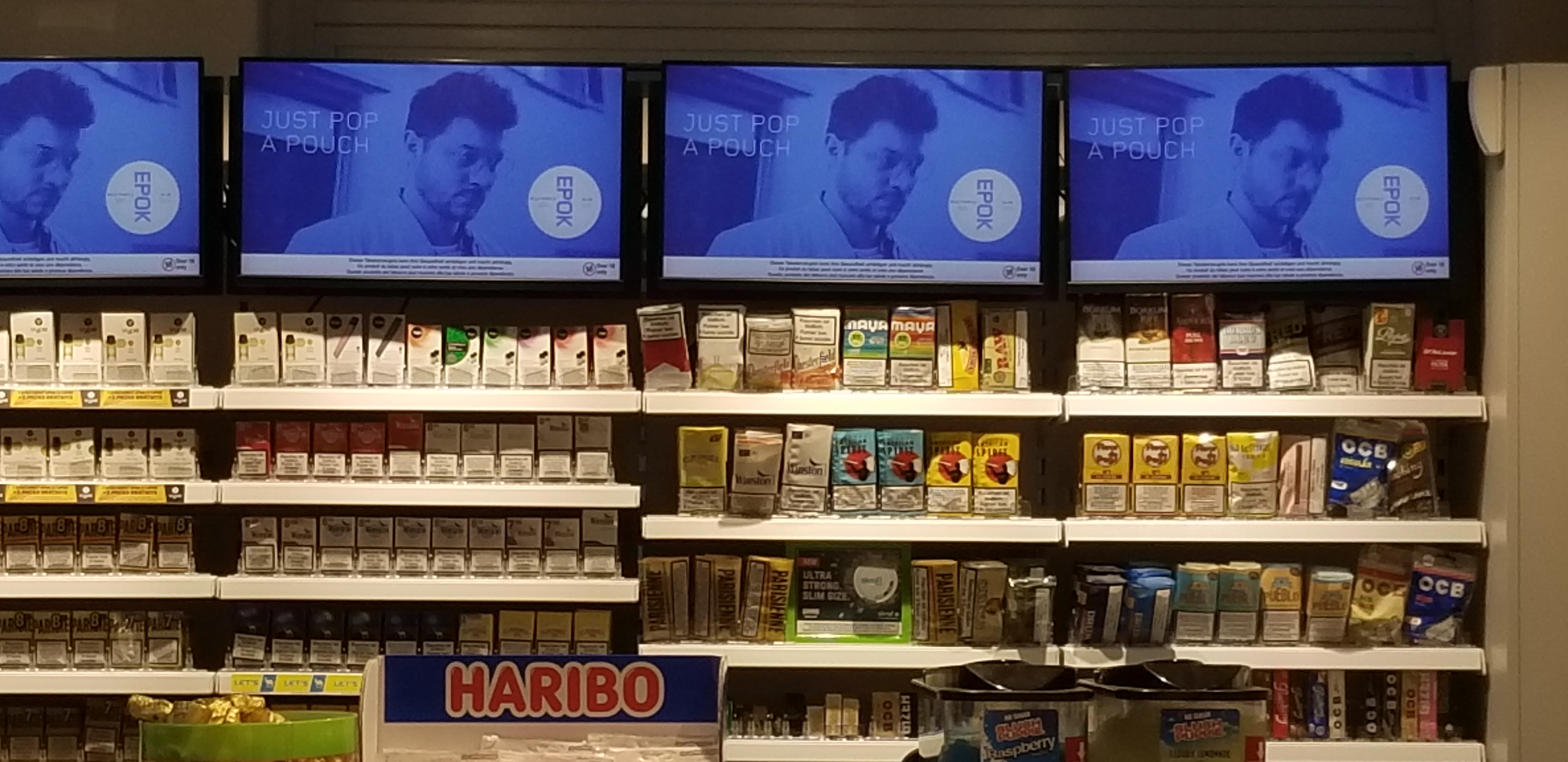
Табачный магазин в Швейцарии, где разрешена реклама внутри специализированных точек продаж, 2020 год

Ограничения табачной рекламы на билбордах влечёт её рост в местах продаж. Так, на фоне введения соответствующих запретов в США в 1998—2006 годах годовые расходы табачных производителей на розничный маркетинг увеличились более чем вдвое до 10,7 миллиарда долларов. К 2018 году производители сигарет в США тратили около 62 миллионов долларов на рекламу в торговых точках, 6,1 миллиардов на акционную розничную продукцию и 1,1 — на оптовую. Такое продвижение широко заметно и имеет большое влияние на аудиторию. Политика может включать купоны на скидку, бесплатные сувениры, акции «купи одну пачку, получи вторую бесплатно». Мероприятия особенно привлекательны для молодёжи, так как она располагает меньшим доходом и более чувствительна к ценам, чем взрослая аудитория. К 1991 году такое продвижение составляло наибольшую долю маркетинговых расходов табачной индустрии (40 %). По данным ВОЗ, в начале XXI века оно составляло уже 75 % от расходов табачных компаний на маркетинг.
Распространяемые промоутерами рекламные товары (футболки, зажигалки, кепки и другое) украшают логотипами или отличительными знаками табачного бренда, что превращает их получателей в «ходячую рекламу». Эти рекламные товары не имеют предупреждающих надписей, и их распространение создаёт неверное впечатление, что употребление табака является нормой. Промоутеры не отслеживают возраст людей, которым раздают акционную продукцию, и табачные компании не несут ответственности за её распространение среди несовершеннолетних. Опрос Института Гэллапа 1992 года показал, что половина всех подростков-курильщиков и четверть некурящих владеют хотя бы одним подобным рекламным изделием. Через год об участии в разных рекламных акциях заявляло около 68 % курящих несовершеннолетних и 28 % некурящих.
К концу XX века вторым наиболее распространённым видом рекламы табака стало сотрудничество с розничными продавцами: оптовые торговые акции, выкуп мест на полках магазинов и размещение рекламных плакатов. Продавцы выставляли табачные изделия на видном месте возле касс, чтобы стимулировать импульсные покупки, или рядом с другими товарами, чтобы формировать у посетителей искажённые ассоциативные связи. Например, совместное размещение сигарет и спиртного направлено на создание отношения к этим товарам как к атрибутам взрослого поведения и способу снять стресс и тревогу. Сигареты могут размещать рядом со сладостями, чтобы дети чаще их видели. Молодёжь и подростки, которые часто замечают рекламу табака в торговых точках, начинают ошибочно полагать, что курение распространено среди сверстников, а сигареты купить легко. Например, технологичный дизайн первого магазина IQOS в Москве был направлен на вовлечение молодой аудитории и повышении её лояльности к новой марке.
Исследование, проведённое в США в 2004 году, показало, что запрет рекламы табака в точках продажи и требование хранить табачные изделия вне поля зрения покупателей могут снизить подверженность подростков воздействию рекламы сигарет на 83 %. Предотвратить влияние выкладки продукции на потребителей призван запрет на размещение открытых витрин. Например, в России он был введён в 2014 году. Тем не менее продвижение в местах продаж может обходить существующие запреты на рекламу, если оно явно не демонстрирует табачную продукцию. Например, в 2019—2020 годах Philip Morris International вёл заметную агитационную кампанию системы нагревания табака IQOS в точках продаж. В так называемых «бутик-магазинах IQOS» проводили встречи с торговыми представителями и вечеринки, акции по обмену сигарет на системы нагревания и другое.

### Интернет-маркетинг
C развитием интернета и ужесточением ограничений на рекламу в СМИ популярность получил вирусный маркетинг, который дешевле других форм продвижения и быстро распространяется среди пользователей. Он противоречит Директиве Европейского Союза о рекламе табака и Рамочной конвенции ВОЗ по борьбе против табака, которые предусматривают полный запрет рекламы. Тем не менее тренды в интернете меняются быстро, общественность не может контролировать распространение маркетингового контента, так же эффективно как другие формы табачной рекламы. Нерегулируемый характер интернета делает возможным дальнейший целевой маркетинг табачных изделий среди меньшинств и молодёжи. Новые средства массовой информации предоставляют табачной промышленности эффективный канал для противодействия антитабачной политике. Кроме того, исследования 2002 года показали, что большинство продавцов табачной продукции в интернете используют недостаточные процедуры проверки возраста, и несовершеннолетние могут легко посещать такие площадки.
Вирусная реклама является наиболее перспективной областью продвижения никотиносодержащей продукции. По собственным данным основных американских производителей сигарет и бездымного табака, за 1998—2018 годы они увеличили расходы на интернет-маркетинг с 125 тысяч долларов до более 32 миллионов. Для сравнения, в 2018-м их затраты на продвижение в журналах составили только 8,6 миллионов долларов, наружную рекламу — 2,4 миллиона долларов. Всего расходы их расходу на продвижение табачной продукции в США составляли более 9 миллиардов долларов. Большинство брендов запустило собственные сайты, которые повышают лояльность и вовлечённость аудитории с помощью игр и конкурсов. Только за 2004—2006 годы в Рунете число подобных протабачных площадок выросло на 27 %. Производители также запускают тематические веб-сайты, которые не обязательно демонстрируют продукцию, но связаны с ней. Например, в 2008-м Philip Morris представила веб-сайт Copper Label, посвящённый кантри музыке и ковбойской тематике, связанным с айдентикой сигарет «Мальборо». Кроме того, изображения «человека Мальборо» запрещены на телевидении, но могут распространяться в интернете из-за недостаточного регулирования.
По состоянию на 2018 год маркетологи табачных компаний активно использовали неявные методы продвижения в интернете. Например, они размещали на официальных аккаунтах в социальных сетях анонсы новинок и обходили запрет на рекламу, ограничивая продвижение подобных страниц. Скрытой рекламой могут служить сообщения о технологических новинках, фотоотчёты с мероприятий и профильных выставок, публикации в отраслевых изданиях.
Маркетологи обходят запреты на рекламу в СМИ, используя скрытые стратегии продвижения в социальных сетях. Например, сотрудники табачных корпораций могут продвигать продукцию в группах Facebook, присоединяясь к ним в качестве фанатов и публикуя рекламный контент. Компании сотрудничали с молодыми блогерами, которым оплачивали размещение контента с изображениями пачек сигарет или процесса курения. Согласно анализу подобных постов в 2019-м, их посмотрели пользователи со всего мира более 25 миллиардов раз. Проведённый компанией Spense PR в том же году опрос показал, что 16 % некурящих респондентов видели рекламу табака в Instagram, 19 % — в Facebook. ВОЗ тоже фиксировал маркетинговые акции производителей в Instagram, Twitter и Facebook. Активную рекламную кампанию с помощью лидеров мнений провела в том же году IQOS. Кроме того, в 2019-м в России Philip Morris International использовал рассылки на электронную почту, чтобы незаконно обходить Закон о рекламе.

### Скрытый маркетинг
В тех странах, где действуют запреты на прямое продвижение, табачная индустрия применяет скрытый маркетинг. Задача таких акций — стимулировать распространение табакокурения. Тактика может включать спонсорство общественно-культурных мероприятий, дизайн и оформление упаковок, интернет-брендинг, акцент на корпоративную ответственность и другие нестандартные способы продвижения, ещё не запрещённые законодательством. Если открытое продвижение в СМИ легко выявить по прямому отклику покупателей, то скрытые техники маркетинга оказывают более глубокое влияние на общественное мнение, политику государства и регулирование табачной индустрии.
Продакт-плейсмент
Многочисленные исследования доказывают, что табачный маркетинг в фильмах является одним из факторов начала курения для молодёжи. Он влияет на представления подростков о социальных нормах и последствиях от курения. Хотя продюсеры могут использовать сцены с табакокурением для создания художественного образа, по таким изображениям зритель не может идентифицировать марку сигарет. Продакт-плейсмент в сериалах, художественных картинах и телешоу предусматривает демонстрацию отличительных признаков бренда, например, логотипов или упаковок.
Начиная с 1920-х годов, проплаченные изображения сигарет появились в ряде популярных картин. В эпоху «Студийной системы» табачные компании обеспечивали бо́льшую часть рекламы в голливудских фильмах, заключали контракты со звёздами кинематографа. Так, в 1960 году слоган «Приезжай туда, где истинный аромат Америки — в страну Мальборо» был добавлен в сценарий фильма «Великолепная семёрка». В 1980 году реклама сигарет Marlboro была размещена во втором фильме о Супермене за 20 тысяч фунтов стерлингов. Через девять лет, согласно эксклюзивному договору на 350 тысяч долларов, изображения сигарет Lark попало в фильм о Джеймсе Бонде «Лицензия на убийство». Известно о контракте между компанией Brown & Williamson и Сильвестром Сталлоне на использование табачных изделий «не менее чем в пяти художественных фильмах» в обмен на 500 тысяч долларов. Компания Liggett платила за размещение в фильме «Супердевушка», British American Tobacco — «Полицейский из Беверли-Хиллз». General Cigar Company заключала контракты на появление своих сигарет в телесериалах «Друзья», «Спасатели Малибу», «Без ума от тебя», «Спин-Сити», «Непредсказуемая Сьюзан» и «Третья планета от Солнца». Всего с 1970—1980-х годов к концу столетия количество курящих киногероев в американских фильмах выросло почти вдвое и составило около 25 %.
К началу XXI века сцены с курением встречались в трёх четвертях американских прокатных картин, опознаваемые марки сигарет — примерно в одной трети. В телешоу и музыкальных клипах изображения курения встречались реже (20 % и 25 % соответственно). В художественных фильмах чаще курят белые зажиточные мужчины, что отличается от традиционного портрета курильщика. Исследования голливудских картин 2002—2010 годов обнаружили сцены с курением как в фильмах для несовершеннолетних (рейтинги G, PG, PG-13), так и в фильмах для взрослых (рейтинг R). Анализ болливудских фильмов 2004—2005 годов задокументировал сцены с курением табака в 89 % исследованных картин.
Концепция противодействия потреблению табака до 2022 года, подготовленная Минздравом России в 2017-м, предлагала запретить продакт-плейсмент и государственное финансирование фильмов, герои которых курят. Тем не менее в российском правовом поле отсутствовало данное понятие, что влекло неоднозначность в регулировании такого продвижения.
Брендинг

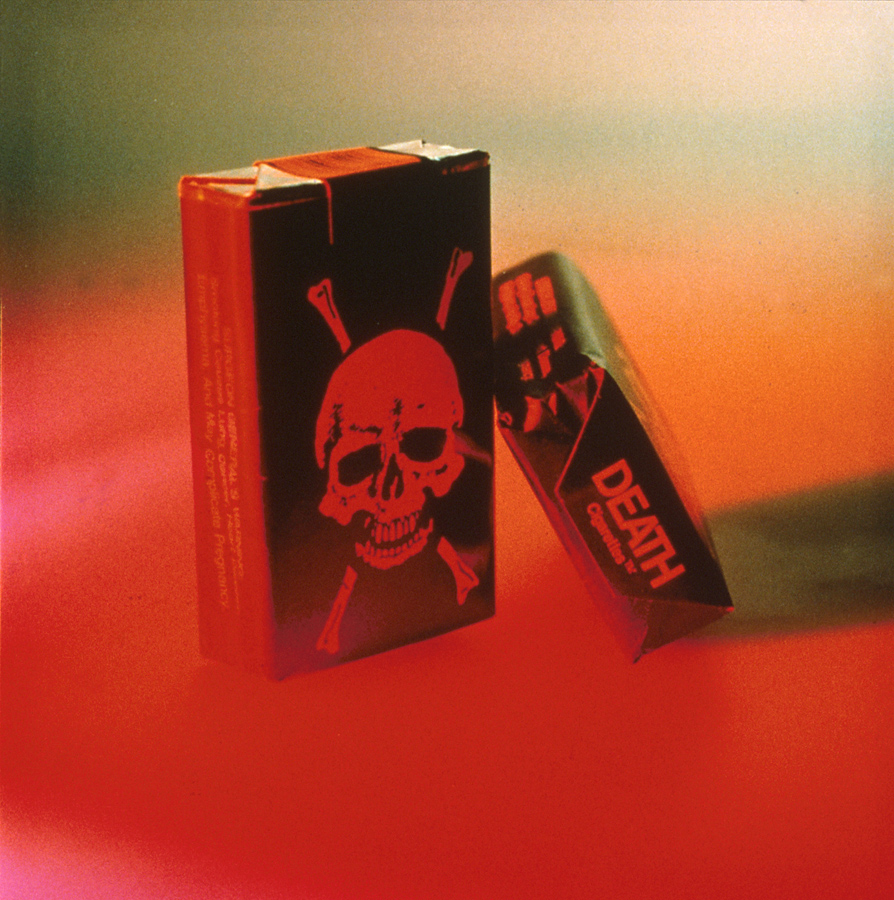
Дизайн упаковки сигарет «Смерть», продвижение которых в Великобритании основывалось на опасной природе курения, 1992 год

Имидж бренда большинства табачных изделий представляет собой результат маркетинговых усилий по разработке фирменного стиля, логотипов, слоганов и лозунгов, дизайна упаковок и атрибутов. Брендинг связывает отличительные символы сигаретных марок с положительными маркетинговыми образами, чтобы потребители ассоциировали бренд с приятными эмоциями. Имидж марки создаётся медленно благодаря накоплению у аудитории ассоциаций, включающих такие навязанные образы как социальный статус, утончённость и общественное признание, атлетизм и здоровье, гламур и мода, вознаграждение за риск и приключения, а также мужественность или женственность. На улучшение узнаваемости направлены также скрытое брендирование и деятельность промоутеров.
Развитие, улучшение и усиление имиджа торговой марки являются первоочередными задачами продвижения табака. Например, основным направлением продвижения электронных сигарет стало позиционирование их как «свободных от табачного дыма». Посыл связан с ассоциациями о чистом воздухе и окружающей среде. Слоган способствовал распространению неверных убеждений, что новые табачные изделия безвредны и табачные компании предлагают действенные решения в сфере здравоохранения. Согласно опросам, заявления о «меньшем вреде» были неправильно трактованы молодёжью, ошибочно воспринявшей товар как «безопасный». Чтобы остановить последовавший бум на электронные сигареты, в 2020—2021 годах в России был принят и реализован соответствующий федеральный закон. Он распространил на всю курительную никотиносодержащую продукцию антитабачные меры: была запрещена её реклама, свободная выкладка, продажа через интернет и несовершеннолетним. По мнению экспертов, это позволят снизить число связанных с курением заболеваний с 22 % до 13 % к 2035 году.
Примером значения брендинга для сигарет является один из наиболее продвигаемых брендов сигарет Marlboro. Они появились на рынке в 1924 году как первые сигареты для женщин, их продвигали под слоганом «мягкие как майский ветерок». Тем не менее сигареты не пользовались популярностью и в 1940—1950-х годах подверглись ребрендингу. После публикации исследований о связи табака и рака лёгких основной целевой аудиторией маркетологов Marlboro стали курильщики, опасавшиеся за своё здоровье. Табачные производители намеренно отрицали результаты исследований, заявляли об использовании якобы более безопасного сорта табака. В этот период популярностью у мужчин начали пользоваться сигареты с фильтром, которые до этого рассматривались как исключительно женские. Новый запрос рынка был выгоден для производителей, которые экономили на количестве табака в сигаретах благодаря фильтру. Проводивший ребрендинг Marlboro маркетолог Лео Бёрнетт использовал образ уверенного в себе ковбоя, благодаря которому марка за год стала одной из самых продаваемых в США. В 1955—1957 годах объём продаж вырос с 5 миллиардов долларов до 20. Вклад в успех бренда внесли также новые упаковка с откидывающейся крышкой и лаконичный дизайн. Позднее ковбои, участвовавшие в первых рекламах Marlboro, скончались от рака лёгких, некоторые из них к концу жизни вели антитабачные агитации.
Важную роль в формировании отношения к бренду играет дизайн упаковки сигарет, особенно на этапе внедрения нового продукта на рынок. В соответствии с «эффектом ореола», элементы на упаковке создают у курильщиков ожидания об ощущениях от потребления сигареты. Ассоциации и предвкушения возникают у курильщиков неосознанно, и они могут не осознавать, что подвергаются маркетинговому воздействию. Исследования доказывают, что потребители по-разному оценивают одни и те же сигареты в разных пачках и с разным названием. Светлая гамма вызывает у них обманчивую уверенность в низкой крепости сигарет, женственные названия связаны с высокими оценками среди женщин. Эксперименты 1975 года фиксировали: «почти невозможно узнать, является ли вкус, о котором говорят курильщики, чем-то, что они сами приписывают сигарете, или просто отсылками к каким-то рекламным сообщениям». Кроме того, яркие пачки сигарет помогают выделить упаковки на витрине. Чтобы сократить возможность манипулировать ощущениями потребителей, вводятся нормы по унификации сигарет. Так, с 2017 года в России производители не имеют права использовать на упаковках слова, способные ввести в заблуждение («лёгкие», «с низким содержанием смол» и другое) или ассоциирующиеся со вкусом («вишня», «шоколад» и другое). Также запрещено указывать количество никотина, смол, монооксида углерода, чтобы не создавать ложное впечатление о небольшом их количестве и безвредности табачной продукции.
Корпоративная ответственность
Антитабачная политика ограничивает для индустрии пути коммуникации с потребителем, но производители находят новые стратегии коммуникации. Они могут предусматривать: работу над снижением рисков для здоровья, предоставление достоверной информации и права на осознанный выбора для взрослых, маркетинг из принципа «не навреди», предотвращение незаконной торговлей табака и другое. В реальности такие акции направлены исключительно на получение выгоды. Например, в 2010-х годах сообщество американских табачных производителей заключило с властями США договор о намерении внести в государственный бюджет 246 миллиардов долларов на антитабачную пропаганду до 2025 года. Но причиной послужила не забота о здоровье граждан, а стремление сократить судебные издержки на иски из-за недостаточного просвещения населения о вреде курения.
Табачная отрасль использует для маркетинговой социальной коммуникации институты ответственности. Например, British American Tobacco проводит маркетинговую политику, направленную на улучшение имиджа благодаря видимой заботе о ресурсосбережении и защите окружающей среды. В 2016 году предприятие компании в Санкт-Петербурге отчитывалось об увеличении доли переработанных отходов и снижении потребления воды и электроэнергии. Philip Morris International придерживается подобной имиджевой стратегии, связанной с организацией образовательных, социальных и экологических мероприятий. Так, в 2017-м ижорское отделение компании участвовало в региональных благотворительных программах. Japan Tobacco вовлечено в организацию ежегодных акций в поддержку пенсионеров «Серебряная Москва» и «Осень надежды».
Чтобы усилить лояльность к бренду, табачные компании проводят программы профилактики курения среди молодёжи. Такая политика снижает веру аудитории в недобросовестность табачной марки. Опросы показывают, что после проведения акций взрослые и молодёжь меньше винят производителя в распространении курения среди подростков. А производители получают возможность заявлять, что государственные программы только дублируют уже существующие акции и якобы зря тратят деньги налогоплательщиков. При этом сами акции, спонсируемые табачной промышленностью, в целом неэффективны, более того, они могут даже активизировать курение в некоторых подгруппах молодёжи. Такие мероприятия направлены на сохранение статуса табакокурения как социальной нормы. Например, в 2000 году при финансовой поддержке табачных производителей Philip Morris International, Japan Tobacco, British American Tobacco и Reemtsma был издан курс для российских школьников «Мой выбор». Программа состояла из 6 принципов, последним из которых являлось утверждение о личной ответственности человека за свои решения. По мнению отдельных исследователей, фраза в действительности улучшает имидж табачной индустрии и снимает с производителя моральную ответственность за последствия от курения. К подобным акциям также относятся проекты «Соревнования классов, свободных от табака» и «Ответственные родители».
Корпоративное спонсорство

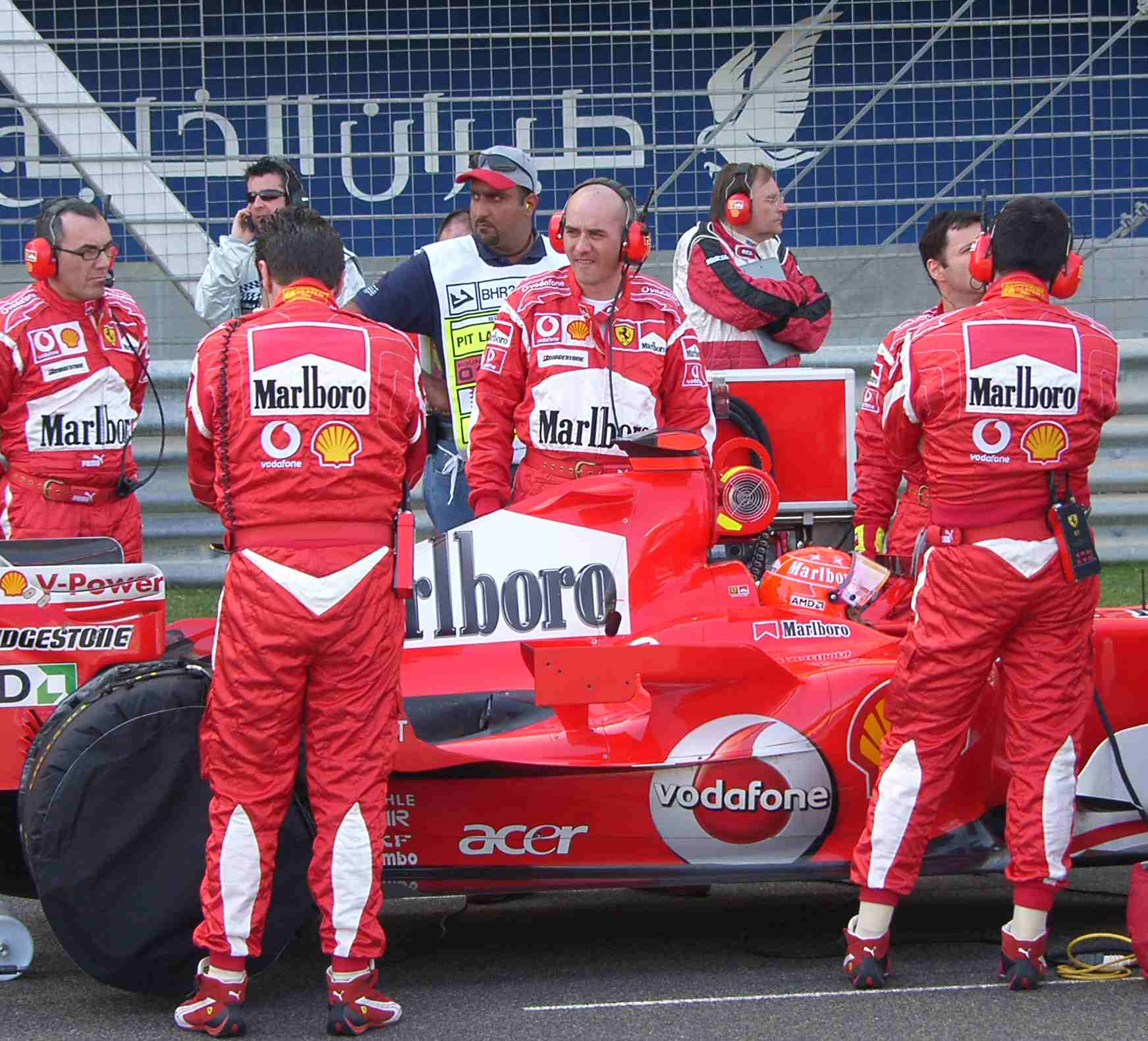
Пример корпоративного рекламного спонсорства, реализуемый на автогонках, несмотря на запрет продвижения табачной продукции во многих странах, 2006 год

Исследования показывают, что общественность рассматривает табачные компании как нечестные и не доверяет их мотивам. Но усилия маркетологов могут сделать аудиторию более устойчивой к критике табачной индустрии, смягчить её негативное отношение к индустрии в целом и ослабить общественную или законодательную поддержку антитабачной политики. Одной из основных стратегий такого поведения является корпоративное спонсорство. Табачные бренды финансируют спортивные и культурные мероприятия, организации по борьбе с голодом, движения за права меньшинств. Согласно опросам, люди участвующие в таких акциях более склонны положительно оценивать компанию-спонсора и связывают дизайн её продукции с положительные эмоции. Опросы 1984 года показали, что такие компании также повышают узнаваемость марок среди детей. Кроме того, акции создают у посетителей превратные ассоциации между сигаретами и художественным самовыражением, адреналином, гламуром. В некоторых случаях усилия могут включать деятельность лидеров общественного мнения, финансируемых табачной индустрией.
Исследование 354 трансляций автоспорта в 1992 году показало, что общие затраты табачных компаний на спонсирование мероприятий составила 68 миллионов долларов. Основными инвесторами оказались Winston, Marlboro, Skoal и Camel. С 1997 года бренд Marlboro спонсирует команду Ferrari на гонках «Формулы-1» . В 2019 году бренд Rothmans стал спонсором фестиваля «Нашествие», где промоутеры рассказывали о запуске новой линейки.
Абстрактная реклама
В отличие от традиционных рекламных стратегий, табачные компании избегают открытой связи между рекламой и брендом. Это помогает не только обходить запреты на табачную рекламу, но и нейтрализует недоверие к табачным производителям. Например, после введения в Великобритании запрета на продвижение табака распространение получила абстрактная реклама, которая явно не указывает на марку сигарет и не изображает табачную продукцию. Креативные образы привлекают внимание аудитории, несмотря на загруженность рекламного поля, побуждая зрителя разгадать скрытый смысл. Удовлетворённый от разгадки зритель связывает положительные эмоции с брендом сигарет.

## Антитабачный маркетинг
Исследователи называют коммуникационную антитабачную стратегию одним из наиболее действенных средств в борьбе с табакокурением. Она направлена на просвещение населения о вреде табака и не противоречит теории реактивного сопротивления, согласно которой любая «внешняя» попытка ограничить возможность выбора повышает его значимость. Вместо этого антитабачный маркетинг убеждает людей отказаться от вредной привычки, разрушая ошибочные представления о табаке, созданные в обществе. Большинство таких компаний сосредоточены на разработке социальных норм, укрепляющих мнение о вреде курения для здоровья и его безответственности. Они снижают потребительскую полезность продукта и использует ценностные ориентиры аудитории. Например, в США главный акцент антитабачной рекламы — «здоровье как основной капитал для достижения успеха». Для женщин более эффективен посыл о влиянии табакокурения на внешность, для мужчин — предупреждения о возможной импотенции. Так как табачная индустрия часто использует образы социального успеха для привлечения молодёжи, антитабачное лобби распространяет в противовес убеждение, что неприятный запах от табакокурения мешает общению.
Проводимые в СМИ антитабачные кампании могут изменить отношение молодёжи к употреблению табака, сдержать начало курения и побуждать взрослых отказаться от табака. Они создают более скептическое отношение в обществе к табачному маркетингу, информируя аудиторию об истинных мотивах рекламодателей. Эффект более заметен, если кампании сочетаются с демаркетинговыми запретами: ограничением на рекламу и просветительской работой государства в школах или среди разных групп населения. Так, согласно российскому федеральному законодательству, прокатчики обязаны размещать предупреждения о вреде никотина перед или во время проката фильмов, содержащих сцены курения. Эксперименты показывают, что демонстрация антитабачной рекламы перед сеансом может частично противодействовать влиянию продакт-плейсмента. А контроль родителей за содержанием фильмов с рейтингом R, которые смотрят их ранее не курившие дети в возрасте 10-14 лет, сокращает риск начала курения у подростков.
В России контрмаркетинг табака не имеет единой концепции. Среди слоганов можно встретить обобщённые «Скажи НЕТ курению» или «Сигарета душит тебя», которые фактически не имеют целевой аудитории. Наибольшее распространение получила тематика вреда для здоровья, концепцию которой специалисты переняли у западных коллег. Но такой подход не столь эффективен в России, так как ценность здоровья для целевой аудитории меньше, чем в США. Подростки также невосприимчивы к такой пропаганде. Грамотная стратегия продвижения должна учитывать продвигаемые табачной индустрией мифы и во время опровергать их.